# I-Glied

I-Glied im Strukturbild

I-Glied als Symbol

Als I-Glied bezeichnet man ein LZI-Übertragungsglied in der Regelungstechnik, das ein integratives Übertragungsverhalten aufweist. D. h., die Änderungsgeschwindigkeit der Ausgangsgröße wird von der Eingangsgröße bestimmt.
Die zugehörige Funktionalbeziehung im Zeitbereich lautet
{\displaystyle y(t)=K\int _{0}^{t}u(\tau )\,\mathrm {d} \tau } bzw. auch {\displaystyle {\dot {y}}(t)=K\cdot u(t)},
so dass die komplexe Übertragungsfunktion im Bildbereich die Form
{\displaystyle G(s)={\frac {K_{I}}{s}}}
{\displaystyle K_{I}={\frac {K}{T_{I}}}}
hat. Hierbei bezeichnet K den Verstärkungsfaktor des I-Glieds und TI die Integrationszeit.
Wird das I-Glied als Teil eines PID-Reglers verwendet, ist es für die Ausregelung zuständig, d. h., es besitzt keine bleibende Regelabweichung.
Das I-Glied kann aber auch Teil der Regelstrecke sein, beispielsweise bei Geschwindigkeit als Eingangsgröße und Position als Ausgangsgröße. In diesem Fall muss das Reglerkonzept die Umkehrung der Integration (normalerweise durch ein D-Glied) vorsehen.

## Bodediagramm
Beim I-Glied ist {\displaystyle G(j\omega )={\frac {K}{j\omega }}}. Daher gilt für den Amplituden- und Phasengang im Bodediagramm
{\displaystyle |G(j\omega )|={\frac {K}{\omega }}}
{\displaystyle \varphi (\omega )=-{\frac {\pi }{2}}} .
Die Betragskennlinie ist also eine Gerade, die mit 20 dB/Dekade fällt und bei ω = 1 den Wert KdB hat.
Die Phasenkennlinie liegt konstant bei −90°.

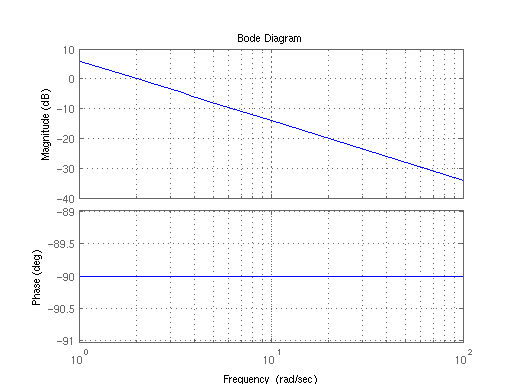
Bodediagramm eines I-Gliedes (K = 2)

## Sprungantwort
Die Sprungantwort des I-Gliedes beschreibt eine Gerade mit der Steigung {\displaystyle {\frac {\Delta y}{\Delta t}}=K}.

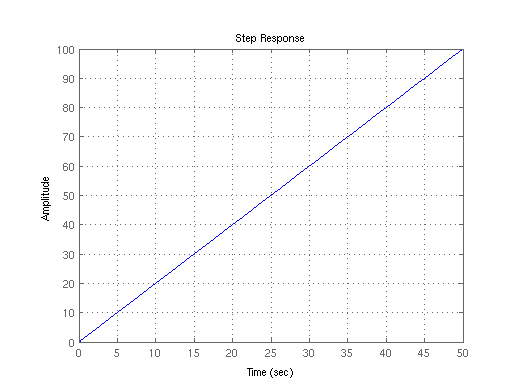
Sprungantwort eines I-Gliedes (K = 2)

## Ortskurve
Die Ortskurve ({\displaystyle 0\leq \omega \leq \infty }) des I-Gliedes verläuft für K > 0 auf der imaginären Achse, kommend von {\displaystyle -j\infty } bei {\displaystyle \omega =0} und endend im Nullpunkt für {\displaystyle \omega \to \infty }.

## I-Glied in Regelschleife

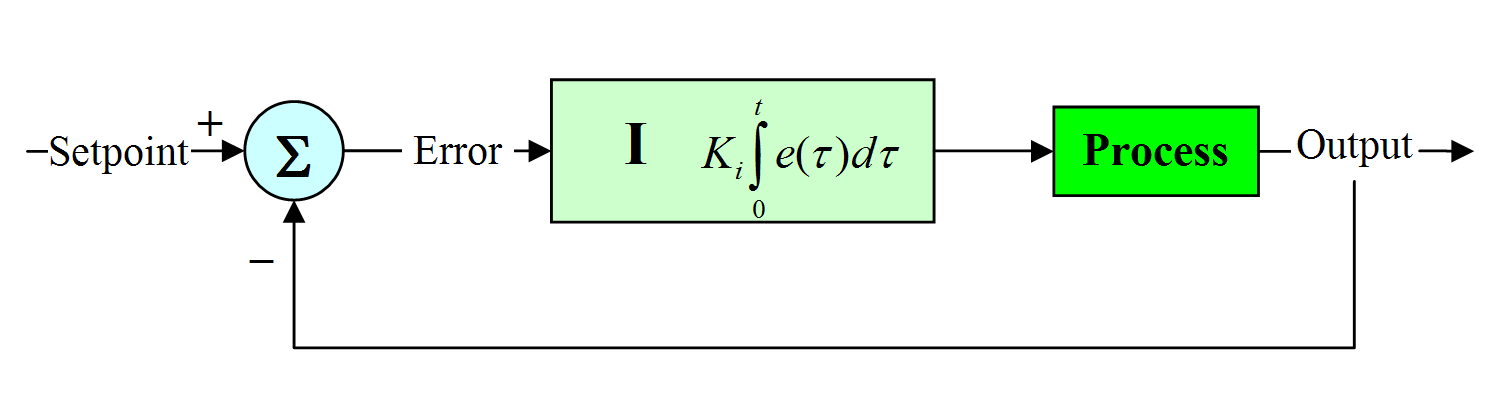
I-Glied in Regelschleife

In einer Regelschleife bildet das I-Glied einen I-Regler (integrierender Regler). Der I-Regler ist ein genauer, aber langsamer Regler ohne bleibende Regelabweichung.